# Dave Annable
David Rodman Annable (Suffern, Nueva York; 16 de mayo de 1979) es un actor estadounidense. Conocido principalmente por sus papeles en las series de televisión Brothers & Sisters, 666 Park Avenue y Red Band Society.

## Vida personal
Está casado con la también actriz Odette Yustman, protagonista de Monstruoso (2008) o La semilla del mal (2009). Tienen dos hijas nacidas en 2015 y 2022.

## Biografía
Aunque es principalmente conocido por sus papeles en Reunion, una serie de misterio en las que cada episodio revela una pista sobre un asesinato, y en Brothers & Sisters donde interpretó a Justin Walker desde el año 2006 al 2011, también ha trabajado en el películas como Las exnovias de mi novio (2004), junto a Brittany Murphy, Kathy Bates y Holly Hunter. Actualmente es uno de los actores principales de la serie Heart Beat.
Apasionado del deporte, Dave Annable creció en Walden, una pequeña ciudad neoyorkina, y jugó al béisbol, rugby y hockey. Estudió en la SUNY Plattsburg donde fue miembro de la PSTV (Plattsburg State Television) y ha cursado estudios de interpretación en Neighborhood Playhouse (Nueva York) con Richard Pinter. 
Contrajo matrimonio con actriz estadounidense Odette Annable (nacida Yustman) el 10 de octubre de 2010. Odette dio a luz a una niña Charlie Mae Annable el 7 de septiembre de 2015. En mayo de 2022 se hizo público que serían padres otra vez. El 13 de octubre de 2022 nació su hija Andersen Lee Annable.